# Trioxys humuli
Trioxys humuli är en stekelart som beskrevs av Mackauer 1960. Trioxys humuli ingår i släktet Trioxys och familjen bracksteklar. Inga underarter finns listade i Catalogue of Life.